# أنطونيو سيفيرا
أنطونيو سيفيرا (بالإسبانية: Antonio Sivera)‏ (11 أغسطس 1996 بشاطبة في إسبانيا - ) هو لاعب كرة قدم إسباني في مركز حراسة المرمى. لعب مع فالنسيا ميستايا.

## وصلات خارجية
- أنطونيو سيفيرا على موقع الاتحاد الأوربي (الإنجليزية)
- أنطونيو سيفيرا على موقع قاعدة بيانات كرة القدم.إي يو (الإنجليزية)
- أنطونيو سيفيرا على موقع Soccerway.com (الإنجليزية)
- أنطونيو سيفيرا على موقع عالم كرة القدم.نت (الإنجليزية)
- أنطونيو سيفيرا على موقع AS.com (الإسبانية)